# Congrier

Congrier este o comună în departamentul Mayenne, Franța. În 2009 avea o populație de 923 de locuitori.